# Патрон кольцевого воспламенения
Патрон кольцевого воспламенения — вид боеприпасов, в которых боёк при стрельбе бьёт не в центр, а в периферическую часть донца (фланец) гильзы. Капсюля как самостоятельной единицы не существует, ударный состав запрессован прямо в дно гильзы. Пуля патрона обычно  цельносвинцовая (безоболочечная), хотя иногда бывают и других видов, есть и холостые патроны (монтажные). Маломощный патрон кольцевого воспламенения обычно используется для охоты на мелкого зверя типа сурка, белки и так далее, а также для спортивной и учебно-тренировочной стрельбы.

## История
Патрон кольцевого воспламенения или «бокового огня», появился к середине XIX века. Малошумный патрон создал в 1842 году во Франции оружейный мастер Луи Николя Флобер. Капсюльный состав был запрессован непосредственно в закраину донца гильзы, в отличие от патронов с капсюлем центрального боя. Маломощный патрон не имел самостоятельного порохового заряда, и выстрел происходил только за счёт газов воспламенительного состава. Первые патроны были трёх калибров: 4, 6 и 9 мм.
В России подобные системы были известны как «Монте-Кристо». Оружейник Берингер по прошествии 14 лет усовершенствовал патрон Флобера: сделал более прочную и длинную гильзу, добавил пороховой заряд. Пуля, как правило, была по-прежнему свинцовая безоболочечная. Патрон Берингера практически в неизменённом виде дожил до XX века. Правда, дымный порох был заменён на бездымный. Чаще всего применяются патроны кольцевого воспламенения калибра 5,6 мм. Используется металлическая гильза с выступающим фланцем, в котором помещён неоржавляющий капсюльный состав.
В настоящее время наиболее популярны патроны кольцевого воспламенения калибра 5,6 мм (.22 дюйма), а также калибры 4,5 (.17 HM2) и 9 мм (9 мм). Также существует малокалиберное сувенирное оружие, например, калибра 2,34 мм.